# Hal Holbrook
Hal Holbrook (17. února 1925, Cleveland, Ohio – 23. ledna 2021 Beverly Hills) byl americký herec. Studoval na Culver Academies v Culveru a Denison University v Granville. Svou kariéru zahájil v one-man show inspirované Markem Twainem a věnoval se také divadelnímu herectví. V šedesátých letech začal hrát v různých seriálech a později filmech. V letech 1984 až 2010 byla jeho manželkou herečka Dixie Carter.

## Filmografie
- Parta (1966)
- Racek Jonathan Livingston (1973)
- Magnum Force (1973)
- Bitva o Midway (1976)
- Všichni prezidentovi muži (1976)
- Kozoroh 1 (1978)
- Mlha (1980)
- Creepshow (1982)
- Soudcova noc (1983)
- Wall Street (1987)
- Firma (1993)
- Kočky netančí (1997)
- Útěk do divočiny (2007)
- Smrtící úder (2008)
- Večerní slunce (2009)
- Voda pro slony (2011)
- Lincoln (2012)
- Země naděje (2012)